# Anaxipha epicydes
Anaxipha epicydes är en insektsart som beskrevs av Otte, D. 2006. Anaxipha epicydes ingår i släktet Anaxipha och familjen syrsor. Inga underarter finns listade i Catalogue of Life.